# Quinten Veling
Quinten Veling, né le 19 mai 1999 à Monnickendam, est un coureur cycliste néerlandais.

## Biographie
Originaire de Monnickendam, Quinten Veling pratique le cyclisme depuis l'âge de huit ans. Il commence à s'entraîner sérieusement à ses seize ans. Chez les juniors, il se distingue lors de la saison 2017 en remportant le Ronde van Gelderland, inscrit au calendrier de l'UCI. Il poursuit ensuite la compétition dans les rangs espoirs. Sa progression est toutefois entravée par une compression de l'artère fémorale. Dans le même temps, il ne délaisse pas ses études en suivant des cours dans le domaine de économétrie. 
En 2024, il se distingue en remportant la première étape puis le classement général du Tour de Serbie. Ce sont ses premières victoires acquises dans une compétition inscrite au calendrier de l'UCI Europe Tour. La même année, il termine septième du Tour de Salalah, après s'être classé deuxième d'une étape. Il gagne également une étape du Tour de l'Oder, deux épreuves régionales belges ainsi que plusieurs courses nationales néerlandaises.

## Palmarès
- 2017
  - Ronde van Gelderland
- 2024
  - 1re étape du Tour de l'Oder
  - Tour de Serbie :
    - Classement général
    - 1re étape